# Йеремия I Константинополски
Йеремия I (на гръцки: Ιερεμίας Α΄) e на два пъти вселенски патриарх до смъртта си по време на управлението на Сюлейман Великолепни. Един от най-дълго и най-успешно управлявалите патриарси на Константинопол (1521 – 1545).
Канонизиран е за светец на 10 януари 2023 г.

## Биография
Роден в Зица, Янинско, починал във Враца на път за Влашко. През 1513 г. е избран за православен митрополит на София, където е базирано румелийсткото бейлербейство. Този му пост е стъпало за патриаршеския, който заема непосредствено след възкачването на Сюлейман Великолепни. Предходният вселенски патриарх и фаворит на Селим I, гъркът Теолипт I Константинополски въпреки че изпраща за Русия своя земляк Максим Грек, не успява да отслужи Света литургия на Божи гроб след установяването на халифата и присъединяването към империята на диоцезите на Антиохийската, Йерусалимската и Александрийската патриаршия. Това обаче за сметка на него успява да направи патриарх Йеремия I. Малко след избора му той се отправя на обиколка през Кипър в Египет, Синай и Палестина именно с тази цел.
По време на престоя си в Йерусалим, столичното гръцко духовенство и аристокрация на Константинопол го сваля от престола през април или май 1524 г. и избира на негово място Йоаникий Созополски.
Патриарх Йеремия I, подкрепен от патриарсите Йоаким I Александрийски и Михаил V Антиохийски, отхвърля преврата и връщайки се към Константинопол е посрещан навсякъде от ентусиазирани хора и тълпи. Официално си възвръща вселенския патриаршески трон на 24 септември 1525 г. В резултат от това неговия авторитет се издига значително спрямо предходните и често сменящи се вселенски патриарси през XV век.
През 1537 г. патриарх Йеремия постига нещо уникално в османската история – получава ферман от султан Сюлейман Великолепни по силата на който се забранява обръщането на църкви в джамии в Константинопол. Това решение не е потвърдено от наследниците на Сюлейман на османския трон.
През 1545 г. поради немощ сам се оттегля в Бистрешкия манастир посветен на Св. Йоан Рилски Пусти над Враца, замонашавайки се и заживявайки пустиножително по примера на Иван Рилски отшелнически и по исихастки в пещерата Постницата в близост до манастира. Умира във Враца на път за Влашко.
Йеремия I възстановява манастира „Свети Лука“, днес част от световното културно наследство на ЮНЕСКО. Йеремия издига бившата килия Ставроникита в манастир завършвайки облика който има до днес Света гора със своите двадесет манастира. Уставът на Монашеска република Света гора е изработен по време на патриаршеството му и е утвърден от него, в сила и към 2023 г.